# Akebono Point
Der Akebono Point ist eine Landspitze an der Kronprinz-Olav-Küste des ostantarktischen Königin-Maud-Land. Sie liegt unmittelbar nordwestlich der Mündung des Akebono-Gletschers in die Kooperationssee.
Russische Wissenschaftler entdeckten sie und benannten sie in Anlehnung an die Benennung des benachbarten Gletschers.